# Ib Langsted
Ib August Laurits Langsted (født 9. januar 1920 i København, død 14. december 1990) var en dansk civilingeniør og politiker som var medlem af Folketinget for Centrum-Demokraterne fra 1977 til 1979.
Langsted blev født i 1920 i København som søn af tilskærer Melchior Mårtensson og revisor Ragnhild Langsted. Han gik på Finn Tulinius' Skole, en privat drengeskole i København, fra første til femte klasse og derefter i mellemskole og gymnasium på Gl. Hellerup Gymnasium hvorfra han blev student i 1938. Ib Langsted blev civilinginiør fra Danmarks Tekniske Højskole i 1944 og arbejdede som rådgivende ingeniør.
Han var medlem af Centrum-Demokraternes Landsråd 1973-1975 og opstillet til Folketinget for partiet i Herningkredsen fra 1973. Langsted blev valgt ved folketingsvalget i 1977 i Ringkøbing Amtskreds og var medlem af Folketinget fra  15. februar 1977 til 23. oktober 1979.